# Coup de foudre au Caire
Pour plus de détails, voir Fiche technique et Distribution.
Coup de foudre au Caire (Cairo Time) est un film dramatique et romantique canadien écrit et réalisé par Ruba Nadda et sorti en 2009.  
L'histoire est celle de deux personnes complètement prises au dépourvu par un intérêt amoureux bref et inattendu. 
Le film a remporté le prix du meilleur film canadien au Festival international du film de Toronto 2009.

## Synopsis
Juliette est une rédactrice en chef d'un magazine canadien qui arrive au Caire pour des vacances avec son mari Mark, un fonctionnaire de l'ONU travaillant dans les camps de réfugiés de la bande de Gaza. Leurs enfants ont grandi et Juliette a hâte de passer plus de temps avec Mark. Retardé, Mark demande à son ami, un bel Égyptien nommé Tareq, de veiller sur Juliette. Mark est continuellement retardé à Gaza, période pendant laquelle Juliette se lie d'amitié avec les habitants du Caire, les résidents nord-américains et européens comme Kathryn, explore la ville et ses environs et se retrouve à tomber amoureuse de la ville pendant son "temps au Caire".
Tareq est un compagnon régulier (mais pas constant) pendant le long temps d'attente de Juliette pour Mark, conduisant à une relation très étroite entre les deux. Bien que leur relation reste platonique, elle se dirige progressivement vers une connexion plus forte. Après avoir voyagé à Alexandrie avec lui pour assister au mariage de la fille (Hanan) d'une petite amie de ses années universitaires (Yasmeen), elle admet qu'il lui manquera à son retour au Canada.
Les deux visitent les grandes pyramides, alors que lors de ses appels sporadiques à Juliette dans sa chambre d'hôtel, Mark avait insisté sur le fait que cette visite devait être effectuée "juste pour nous". Quel que soit le changement que cela peut signifier dans la relation croissante de Tareq et Juliette, ils retournent à l'hôtel pour découvrir que Mark est enfin arrivé. Mark est heureux de voir Juliette, alors qu'elle et Tareq cachent adéquatement leur chagrin à la fin de leur temps du Caire.

## Fiche technique
- Titre original : Cairo Time
- Titre français : Coup de foudre au Caire
- Réalisation : Ruba Nadda
- Scénario : Ruba Nadda
- Photographie : Luc Montpellier
- Montage : Teresa Hannigan
- Musique : Niall Byrne
- Costumes : Brenda Broer
- Direction artistique : Hend Haider
- Pays de production : Canada
- Langue originale : anglais
- Format : couleur
- Genre : drame
- Durée : 90 minutes
- Dates de sortie :  
  - Canada : 
    - 13 septembre 2009 (Festival international du film de Toronto)
    - 9 octobre 2009 (sortie limitée)
    - 16 octobre 2009

  - Corée du Sud : 9 octobre 2009 (Festival international du film de Busan)

## Distribution
- Patricia Clarkson : Juliette Grant
- Alexander Siddig : Tareq Khalifa
- Elena Anaya : Kathryn
- Amina Annabi : Yasmeen
- Tom McCamus : Mark
- Mona Hala : Jameelah
- Fadia Nadda : Hanan

## Production
Lorsque Ruba Nadda a fini d'écrire le scénario de Cairo Time, elle l'a montré au producteur Daniel Iron de Foundry Films. Daniel, se souvenant du précédent long métrage de Ruba, Sabah, a adoré le scénario et a décidé de travailler avec elle.
Atom Egoyan confie le scénario de Cairo Time à Christine Vachon et Charles Pugliese chez Killer Films à New York en 2005. Vachon se rend compte qu'il y a beaucoup de potentiel dans le scénario et décide de rencontrer Nadda avec Pugliese. Après avoir rencontré Nadda, ils désirent s'impliquer dans le projet et sont ainsi devenus producteurs exécutifs. Parce que le Canada n'avait pas de traités de coproduction avec l'Égypte, ils devaient trouver un moyen de tourner en Égypte de toute façon. Iron est présenté à David Collins de Samson Films en Irlande par Ruba Nadda. Collins rencontre Nadda lors d'un festival du film à Mannheim et à Rotterdam et connaissait son travail. Samson décide de se joindre au projet, en faisant une coproduction Canada-Irlande, ce qui leur permet de tourner en Égypte.

## Réception
Rotten Tomatoes qualifie le film de « frais » avec 82 en août 2010. Le film reçoit de très bonnes critiques. Le Wall Street Journal titre que « Clarkson Makes Taking 'Cairo Time' Well Worth It (Clarkson fait que prendre le "temps du Caire" en vaut la peine) », tandis que CTV News donne au film une critique positive déclarant que le film était "Un regard magistral sur la romance refoulée" lui donnant 3 étoiles sur 4,. Picktainment.com a déclaré que "Cairo Time de Ruba Nadda est un film passif et délicat avec un respect mûr pour son environnement et une profonde compréhension de la négligence, en particulier dans sa forme subtile.". Peter Travers de Rolling Stone qualifie Cairo Time de « romance fragile » et déclar à propos de Nadda : « Juste au moment où vous pensez savoir ce qui vous attend, la scénariste et réalisatrice rusée Ruba Nadda (Sabah) s'assure que vous ne le saurez pas. Nadda laisse les tempos sensuels de la vie du Caire s'infiltrer dans le système de Juliette, et le nôtre. C'est un film obsédant et hypnotique. Et la performance sublimement nuancée de Clarkson est à tous points de vue transportante. ». Fin 2010, Cairo Time est nommé "Romance la mieux notée de l'année (2010)" par Rotten Tomatoes.

## Sortie
Le film est sorti dans les salles canadiennes le 9 octobre 2009. Cairo Time a remporté le prix du "Meilleur long métrage canadien" au Festival international du film de Toronto 2009. Le film a été acheté par IFC lors du Festival international du film de Toronto 2009 et sorti aux États-Unis à New York et Los Angeles le 6 août 2010 avec une large sortie le week-end de la fête du Travail 2010 par IFC,. Cairo Time a rapporté 66 245 $ lors du week-end d'ouverture, se classant à la 38e place. Le film a vendu tous les spectacles du week-end à New York et Los Angeles, avec un revenu de théâtre de 12 450 $, la meilleure moyenne par salle de tous les films en sortie.